# Sliven
Sliven (bolgarsko Сливен) je glavno mesto oblasti Sliven v jugovzhodni Bolgariji.
Leta 2011 je mesto imelo 92.478 prebivalcev in je osmo največje v državi.